# Pieczęć stanowa Arizony
Pieczęć stanową Arizony zaprojektowano w 1911 roku. Rok 1912 to data przyjęcia do USA jako czterdziesty ósmy stan.
Przedstawia tarczę herbową z łacińską dewizą Ditat Deus, czyli Bóg wzbogaca.
Poniżej, góry, za którymi zachodzi Słońce - odzwierciedla to położenie Arizony na zachodzie państwa. Z lewej (heraldycznie) strony znajduje się tama nawadniająca pola uprawne. Górnictwo symbolizuje górnik z narzędziami. Pozostałe elementy gospodarki to: bydło, bawełna, drzewo cytrusowe (w sadach) oraz ogólny miedziany kolor. Barwa ta przypomina też o pustynnym i półpustynnym klimacie stanu.